# Hollow (chanson)
Ne doit pas être confondu avec Hollow (chanson de Dons).
Singles de Alice in Chains
Lesson Learned
(2010) Stone
(2013)
Hollow est une chanson du groupe de rock américain Alice in Chains issu de l'album The Devil Put Dinosaurs Here sorti en single le 18 décembre 2012 que le groupe à présenté sur leur chaîne YouTube,. La chanson a été mis à disposition pour la distribution numérique en Janvier 2013,.

## Paroles et musique
Les paroles de la chanson ont été écrites par le guitariste Jerry Cantrell et traite les problèmes de santé mentale, les troubles dépressifs et un sentiment de perte (Bleeding impressions where you were tied, can’t really say how you lost your mind).
La musique se caractérise par un climat déprimé et sombre, avec un refrain mélodique. Les caractéristiques les riffs de guitare lourdes et lentes et l'harmonisation des lignes vocales de Cantrell et DuVall. En outre, la composition a également un solo de guitare, conservé dans un environnement aux changements de rythmes. La chanson a été composée par Cantrell. Les versets sont joués chanson dans la signature 6/4, tandis que les chœurs en 4/4.
Dans l'un des entretiens, Cantrell a admis que le riff de la chanson lui est venue lors de la dernière tournée de concerts Blackdiamondskye à Las Vegas le 16 octobre 2010.